# Brytan-Bryś
Brytan-Bryś. Dramatyczna bajęda w czterech oddziałach – czteroaktowy utwór dramatyczny Aleksandra Fredry.
Dokładna data powstania utworu nie jest znana, ale zdaniem Stanisława Pigonia sztuka mogła powstać w latach 1858–1861. Sztuka ukazała się po raz pierwszy w 1877 r. w „Bibliotece Warszawskiej” (t. II, s. 1–32, 244–274), a następnie w tomie X pośmiertnego zbiorowego wydania dzieł Fredry z 1880 (s. 173–290). Prapremiera komedii odbyła się 18 maja 1901. Po II wojnie światowej sztuka miała przynajmniej pięć przedstawień
Utwór, składający się z czterech aktów, bywa klasyfikowany jako komedia albo dialogowana satyra polityczna. W pierwodruku z 1880 użyte jest określenie „dramatyczna bajęda”. Sam Fredro w jedynej wypowiedzi o tym utworze z 1869 (sztuka jest tam zatytułowana Każdy dudek ma swój czubek), nazywał go poematem, aczkolwiek zamierzał wydać razem z komediami. W tym samym artykule przytoczona została opinia Wincentego Pola, który miał chwalić utwór m.in. za humor.
Sztuka opowiada historię zwierząt, które w wyniku intrygi lisa wybierają na rejenta osła. Po zamieszaniu wywołanym jego rządami władzę obejmuje wół i wybiera na swojego ministra Brytana-Brysia. Sztuka zawiera wiele refleksji satyrycznych na temat społeczeństwa polskiego, zwłaszcza galicyjskiego, po 1860 roku, a także liczne sentencje.